# Ronald Bye
Ronald Bye (* 23. November 1937 in Oslo; † 24. September 2018) war ein norwegischer Politiker der Arbeiderpartiet (Ap), Gewerkschafter und Autor. Er war von 1969 bis 1975 Parteigeneralsekretär und von Oktober 1979 bis Oktober 1981 Verkehrsminister seines Landes.

## Leben
Bye besuchte bis 1955 die Berufsschule und machte bis 1958 eine Ausbildung zum Maschinenreparateur. In diesem Beruf arbeitete er bis 1960. Neben seiner beruflichen Tätigkeit engagierte er sich im Arbeidernes Ungdomsfylking (AUF), der Parteijugend der Arbeiderpartiet. In den Jahren 1960 bis 1963 fungierte er als AUF-Generalsekretär. Ab 1963 war er beim Gewerkschaftsverbund Landsorganisasjonen i Norge (LO) tätig. Dort übernahm Bye bis 1967 den Posten als Bezirkssekretär in Finnmark und anschließend bis 1968 in Oppland. Während seiner Zeit in der Finnmark stand er von 1966 bis 1967 der Arbeiderpartiet in der Ost-Finnmark vor. In den Jahren von 1968 bis 1969 war er als LO-Generalsekretär tätig.
Im Jahr 1969 wurde Bye als Nachfolger von Haakon Lie zum Generalsekretär der Arbeiderpartiet gewählt. Unterstützer hatte er vor allem im bürgerlicheren Parteiflügel. Seine Amtszeit endete im Jahr 1975. Bye begann daraufhin in der Tourismusbranche zu arbeiten. Am 8. Oktober 1979 wurde er zum Verkehrsminister in der Regierung Nordli ernannt. Nach Nordlis Rücktritt im Februar 1981 behielt Bye seinen Posten auch in der darauffolgenden Regierung Brundtland I. Seine Zeit als Verkehrsminister endete mit dem Abtritt der Regierung Brundtland I am 14. Oktober 1981. Bye kehrte danach wieder in die Tourismusbranche zurück und war so auch zwischen 1982 und 1983 Mitglied im Vorstand der norwegischen Reisebürovereinigung. Im Jahr 1988 gründete er sein eigenes Beratungsunternehmen Ronald Bye Consulting, für das er bis 2001 arbeitete.
Nach seiner Zeit in der Politik begann er, als Schriftsteller zu arbeiten und er veröffentlichte mehrere Bücher. In vielen Büchern beschrieb er die innere Struktur der Arbeiterbewegung und die illegale Überwachung von norwegischen Linken. Im Buch Niende etasje (deutsch Neunte Etage) etwa beschrieb er eine Abhörzentrale, die in der neunten Etage des Folkets Hus in Oslo eingerichtet war. Auch in den meisten anderen Büchern ging es um illegale Überwachung und das Abhören von politischen Gegnern. Bye gab auch an, dass er selbst an diesen Aktionen beteiligt war. Seine Aufdeckungen endeten darin, dass das norwegische Parlament Storting eine Sonderkommission einberief, die die Vorwürfe näher überprüfen sollte. Diese von Ketil Lund geleitete Kommission kam 1996 zu dem Schluss, dass diese Überwachung tatsächlich stattfand und vor allem Linke davon betroffen waren.
Bye starb im September 2018 im Alter von 80 Jahren.

## Werke (Auswahl)
- 1987: Sersjanten: Makt og miljø på Youngstorget
- 1991: Oppgjør
- 1993: Niende etasje
- 1995: Norges hemmelige hær (mit Finn Sjue)
- 1997: Lojalitetens pris
- 2001: Post Festum Gardermoen (mit Finn Sjue)
- 2002: Khanovej – Vindenes vind
- 2008: Overvåket
- 2009: Kampen om Operaen
- 2014: Lærebok